# Peucedanum ruthenicum
Peucedanum ruthenicum är en flockblommig växtart som beskrevs av Kováts och Victor von Janka. Peucedanum ruthenicum ingår i släktet siljor, och familjen flockblommiga växter. Inga underarter finns listade i Catalogue of Life.

## Bildgalleri

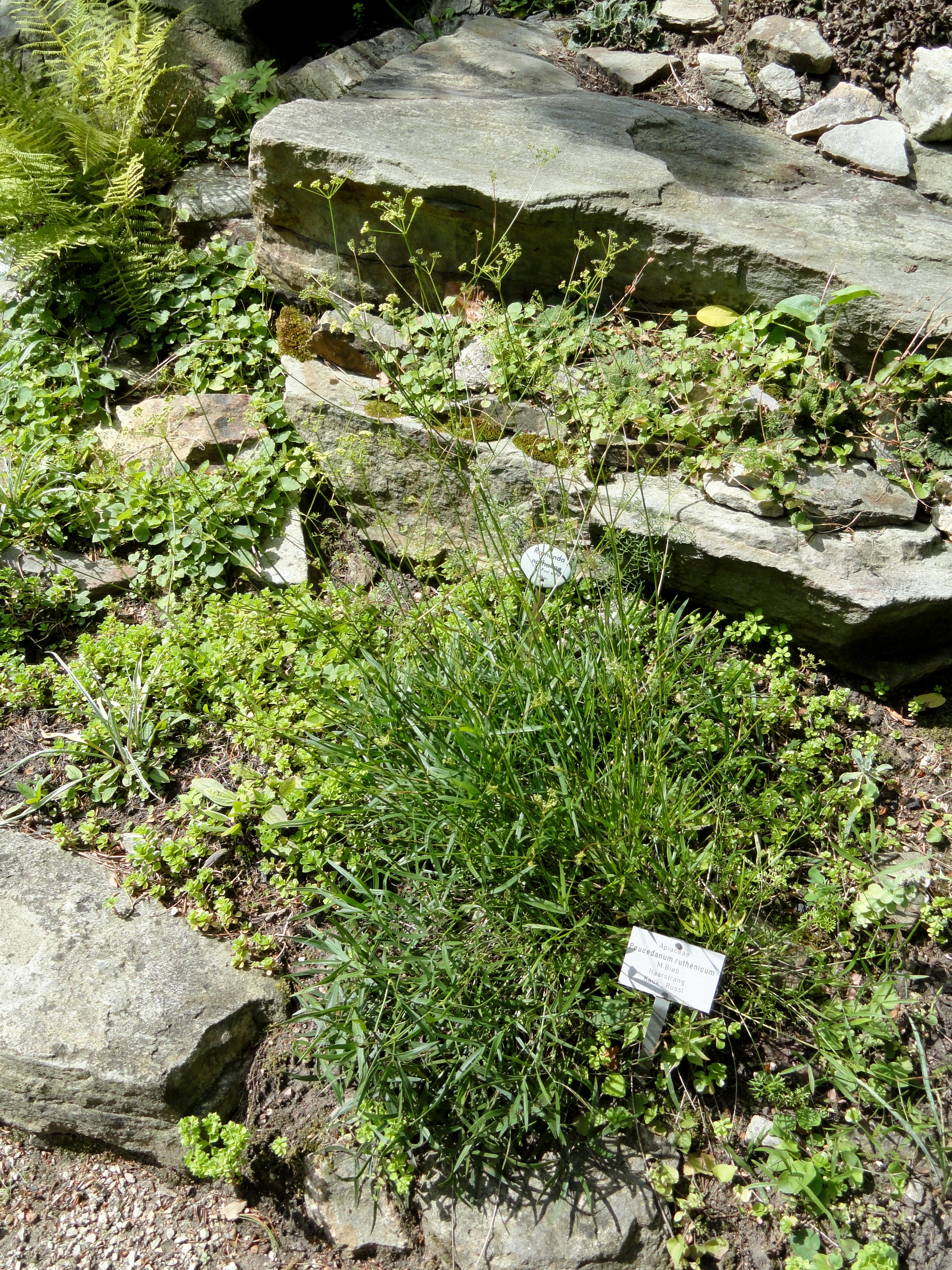